# Evropská sociální charta
Evropská sociální charta je mezinárodní smlouva o sociálních a hospodářských právech ratifikovaná členskými státy Rady Evropy. Spolu s Evropskou úmluvou o ochraně lidských práv a základních svobod je jedním ze dvou základních pilířů smluvního systému ochrany lidských práv v členských zemích Rady Evropy a měla velký význam pro rozvoj sociální politiky na evropské úrovni. Ustanovení Charty, jež smluvní strany přijaly, představují nezpochybnitelné mezinárodněprávní závazky na ochranu lidských práv. Navíc tato úmluva významně přispěla k tvorbě evropských standardů lidských práv v sociální a hospodářské oblasti.
První verze Charty byla přijata dne 18. října 1961 v Turíně a pro své původní signatáře vstoupila v platnost 26. února 1965. Jménem České a Slovenské Federativní Republiky byla Evropská sociální charta podepsána ve Štrasburku dne 27. května 1992. Pro Českou republiku vstoupila v platnost dne 3. prosince 1999 po vyslovení souhlasu Parlamentu České republiky a uzavření procesu ratifikace.

## Hlavní obsah
Oproti Evropské úmluvě o ochraně lidských práv a základních svobod bere Evropská sociální charta v úvahu odlišnosti sociálních práv od práv občanských či politických a také i možné ekonomické rozdíly v jednotlivých zemích.
V části I. Evropské sociální charty je stanoveno 19 zásad, jež smluvní strany uznávají za cíl, o který budou usilovat při realizaci této mezinárodní smlouvy.
Část II. obsahuje a podrobně definuje jednotlivá sociální a hospodářská práva (individuální i kolektivní), jež jsou nastavena tak, že smluvní strany mají povinnost přijmout nejméně pět ze sedmi článků II. části Charty (konkrétně čl. 1, 5, 6, 12, 13, 16, 19), které tvoří její jádro. Následně smluvní strany přijímají další ustanovení dle své volby tak, aby jejich počet nebyl nižší než 10 článků nebo 45 číslovaných odstavců. Tyto závazky smluvních stran udává Charta ve své III. části.
V části IV. je dále specifikován kontrolní mechanismus Charty.

## Struktura Charty
PREAMBULE
ČÁST I – vyjmenovává 19 zásad
ČÁST II – články 1-19 obsahující jednotlivá sociální a hospodářská práva
- právo na práci (čl. 1)
- právo na spravedlivé pracovní podmínky (čl. 2)
- právo na bezpečné a zdravé pracovní podmínky (čl. 3)
- právo na spravedlivou odměnu za práci (čl. 4)
- právo organizovat se (čl. 5)
- právo kolektivně vyjednávat (čl. 6)
- právo dětí a mladých osob na ochranu (čl. 7)
- právo zaměstnaných žen na ochranu (čl. 8)
- právo na poradenství při volbě povolání (čl. 9)
- právo na přípravu k výkonu povolání (čl. 10)
- právo na ochranu zdraví (čl. 11)
- právo na sociální zabezpečení (čl. 12)
- právo na sociální a lékařskou pomoc (čl. 13)
- právo využívat služby sociální péče (čl. 14)
- právo tělesně nebo duševně postižených osob na odbornou přípravu k výkonu povolání, rehabilitaci a na profesní a sociální readaptaci (čl. 15)

- právo rodiny na sociální, právní a hospodářskou ochranu (čl. 16)
- právo matek a dětí na sociální a hospodářskou ochranu (čl. 17)
- právo na výdělečnou činnost na území jiných smluvních stran (čl. 18)
- právo migrujících pracovníků a jejich rodin na ochranu a pomoc (čl. 19)

ČÁST III – článek 20 (závazky)
ČÁST IV – články 21-29 (kontrolní mechanismus)
ČÁST V – články 30-38 s přílohou

## Rozšíření a změny

### Dodatkový protokol (1988)
K právům chráněným Chartou byl v roce 1988 ve Štrasburku přijat Dodatkový protokol rozšiřující Chartu o dalších 12 sociálních a hospodářských práv (např. právo na rovné příležitosti a rovné zacházení v zaměstnání bez diskriminace z důvodu pohlaví, právo na informace a konzultace, právo podílet se na stanovení a zlepšování pracovních podmínek a pracovního prostředí, právo starších osob na sociální ochranu).

### Pozměňující protokol (1991)
V roce 1991 byl v Turíně podepsán Protokol pozměňující Evropskou sociální chartu, který zlepšil účinnost Charty včetně fungování jejího kontrolního mechanismu.

### Dodatkový protokol (1995)
Novější Dodatkový protokol k Evropské sociální chartě zakládající systém kolektivních stížností byl přijat ve Štrasburku roku 1995.

### Revidovaná Evropská sociální charta (1996)
Roku 1996 byla ve Štrasburku vypracována Revidovaná Evropská sociální charta, k níž se nyní postupně přechází. Vedle základních práv již zakotvených v Evropské sociální chartě tento dokument představuje pokrok, zejména co se týče práva na ochranu zaměstnanců v případě skončení jejich zaměstnání (revidovaný čl. 24).

## Kontrolní mechanismus
Kontrolním mechanismem v případě Evropské sociální charty není soudní kontrola (jak tomu je u Evropské úmluvy o lidských právech), ale pravidelné podávání zpráv o plnění stanovených závazků generálnímu tajemníkovi Rady Evropy (čl. 21). Zprávy jsou následně prošetřeny Výborem nezávislých expertů a Výbor ministrů předkládá státům své případné kritické připomínky a doporučení (čl. 29).
Ke zlepšení účinnosti Charty a zejména zdokonalení jejího kontrolního mechanismu přispěl Protokol pozměňující Evropskou sociální chartu z roku 1991. Díky novému ustanovení čl. 23 je posílena úloha sociálních partnerů - národních organizací, jež jsou členy mezinárodních organizací zaměstnavatelů a odborových svazů - kterým toto ustanovení umožňuje zasílat připomínky ke zprávám smluvních stran přímo generálnímu tajemníkovi Rady Evropy. Dále se rozšiřuje pravomoc Výboru nezávislých expertů, který podle čl. 24 může požádat o dodatečné informace přímo příslušné smluvní strany. Počet členů v samotném Výboru se má zvýšit a zároveň je zvýrazněn požadavek na jejich nezávislost a nestrannost (čl. 27).
V posílení a zdokonalení kontrolního mechanismu Charty došel zatím nejdále Dodatkový protokol z roku 1995, jež zavádí systém kolektivních stížností. Tento Protokol umožňuje sociálním partnerům a nevládním organizacím podat Výboru nezávislých expertů písemnou stížnost týkající se některého z ustanovení Charty, které příslušný stát přijal za závazné. Stížnost by měla poukázat na to, v čem příslušný stát náležitě nezajistil uspokojivé provádění konkrétního ustanovení (čl. 4). Pokud Výbor nezávislých expertů uzná stížnost za přijatelnou, vyzve dotčenou smluvní stranu a organizaci, jež podala stížnost, aby doložily potřebné informace, vysvětlení a připomínky, přičemž může uspořádat i slyšení se zástupci stran (čl. 7). Na základě šetření Výbor vypracuje zprávu, dodržela-li daná smluvní strana své závazky podle Charty. Pokud by zjistil nesoulad se závazky, může Výbor vydat doporučení (čl. 9). Dotčený stát pak bude muset ve své příští periodické zprávě poskytnout informace o opatřeních, která přijala k naplnění doporučení (čl. 10).